# Saint-Martin-Don
Saint-Martin-Don település Franciaországban, Calvados megyében. Lakosainak száma 256 fő (2018. január 1.). Saint-Martin-Don Beaumesnil, Campeaux, Landelles-et-Coupigny, Malloué, Pont-Bellanger és Sainte-Marie-Laumont községekkel határos.

## Népesség
A település népessége az elmúlt években az alábbi módon változott:
| Lakosok száma | 306  | 275  | 234  | 225  | 260  | 244  | 251  | 260  | 257  | 256  |
|               | 1962 | 1968 | 1982 | 1990 | 1999 | 2008 | 2011 | 2013 | 2017 | 2018 |